# Domenico Passuello
Domenico Passuello, né le 24 mars 1978 à Livourne est un triathlète professionnel Italien, vainqueur sur triathlon Ironman et Ironman 70.3. Il a également été cycliste professionnel au sein de l'équipe Quick-Step, l'année de sa création en 2003. Son père Giuseppe Passuello (1951) (2020) fut coureur professionnel.

## Palmarès en triathlon
Le tableau présente les résultats les plus significatifs (podium) obtenus sur le circuit national et international de triathlon depuis 2009,. 
| Année | Compétition                          | Pays           | Position           | Temps           |
| ----- | ------------------------------------ | -------------- | ------------------ | --------------- |
| 2019  | Challenge Iskander Puteri            | Malaisie       | Médaille d'argent  | 3 h 55 min 48 s |
| 2019  | Challenge Madrid                     | Espagne        | Médaille de bronze | 9 h 7 min 21 s  |
| 2019  | Ironman 70.3 Marbella                | Espagne        | Médaille de bronze | 4 h 3 min 40 s  |
| 2017  | Ironman 70.3 Bintan                  | Indonésie      | Médaille d'argent  | 3 h 57 min 19 s |
| 2017  | Ironman 70.3 Qujing                  | Chine          | Médaille d'or      | 3 h 54 min 3 s  |
| 2016  | Ironman 70.3 Lanzarote               | Espagne        | Médaille de bronze | 4 h 15 min 43 s |
| 2016  | Challenge Gran Canaria               | Espagne        | Médaille de bronze | 4 h 18 min 22 s |
| 2015  | Ironman 70.3 Putrajaya               | Malaisie       | Médaille d'or      | 3 h 58 min 17 s |
| 2015  | Ironman 70.3 Italie                  | Italie         | Médaille de bronze | 4 h 9 min 55 s  |
| 2015  | Challenge Philippines                | Philippines    | Médaille d'or      | 4 h 4 min 22 s  |
| 2015  | Ironman Taiwan                       | Taïwan         | Médaille d'or      | 8 h 25 min 55 s |
| 2014  | Ironman Los Cabos                    | Mexique        | Médaille de bronze | 8 h 34 min 18 s |
| 2014  | Challenge Sardaigne                  | Italie         | Médaille d'or      | 3 h 56 min 24 s |
| 2014  | Challenge Rimini                     | Italie         | Médaille d'or      | 4 h 3 min 1 s   |
| 2013  | Ironman 70.3 Lanzarote               | Espagne        | Médaille de bronze | 4 h 12 min 45 s |
| 2012  | Ironman 70.3 Afrique du Sud          | Afrique du Sud | Médaille de bronze | 4 h 18 min 37 s |
| 2011  | Championnat d'Italie longue distance | Italie         | Médaille d'or      | Timing          |
| 2009  | Ironman 70.3 Putrajaya               | Malaisie       | Médaille d'argent  | Timing          |

## Palmarès en cyclisme

### Par année
- 1999
  - Mémorial Daniele Angelini
- 2000
  - Mémorial Daniele Angelini
- 2001
  - Gran Premio Pretola
  - Coppa Ciuffenna
  - Trophée Matteotti espoirs
  - Coppa Giulio Burci
  - Gran Premio Sportivi Persignanesi
  - Coppa Montemarciano
  - 1re étape du Tour de Toscane espoirs
  - Coppa in Fiera San Salvatore
  - 2e du Trophée Tempestini Ledo
  - 2e du Grand Prix de la ville d'Empoli
- 2005
  - 3e du Trofeo Franco Balestra

### Classements mondiaux
| Année            | 2005 |
| ---------------- | ---- |
| UCI Europe Tour  | 692e |
| UCI America Tour | 238e |